# Samuel Gottlieb Gmelin
Samuel Gottlieb Gmelin (4 de juliol de 1744 - 27 de juny de 1774) va ser un metge, botànic, ornitòleg, i navegant alemany.

## Història
Gmelin neix a Tübingen en una reconeguda família de naturalistes. El seu pare era Johann Conrad Gmelin, un apotecari i cirurgià; el seu oncle Johann Georg Gmelin. Samuel arriba a la seva graduació mèdica el 1763 a la Universitat de Leiden a la primerenca edat de 18 anys (Silva et al., 1996). Mentre viu als Països Baixos, Gmelin desenvolupa un interès peculiar en les algues marines. El 1766 fa una oposicó i guanya el lloc de professor de Botànica a Sant Petersburg, Rússia. A l'any següent pren part d'una expedició d'estudis de la Història natural de l'Imperi Rus. Explorarà els rius Don i Volga, i les costes oest i est de la mar Càspia. Mentre travessa el Caucas és utilitzat pel Kan Usmey de Khaïtakes, i mor a causa d'un tractament d'una malaltia, adquirida estant captiu a Derbent. Tenia només 29 anys.
Gmelin va ser autor de la  Història Fucorum (1768), la primera obra dedicada a la biologia marina, desenvolupant exclusivament les algues i fent ús per primera vegada del sistema binomial de nomenclatura. Inclou elaborades il·lustracions de macroalgues i altres algues marines en folis. No obstant això, els espècimens d'algues usats per Gmelin a la Història fucorum no hi ha més (Dixon & Irvine, 1970). Els resultats de les seves expedicions es publiquen al  Reise durch Russland zur Untersuchung der drey natur-Reich (Viatges per Rússia per a l'estudi de les tres províncies naturals) (1770-1784, 4 vols.), Publicant el volum final per Peter S. Pallas.

## Biografia
El 1772, es casa amb Anna von Chappuzeau, neta del famós capità naval Jacob Chappuzeau 
(Iakov Shapizo), heroi de la batalla de l'illa de Ösel del 1719, quan comandava la 'Raphail'.